# Maslacq
Maslacq é uma comuna francesa na região administrativa da Nova Aquitânia, no departamento dos Pirenéus Atlânticos. Estende-se por uma área de 13,42 km². Em 2010 a comuna tinha 911 habitantes (densidade: 67,9 hab./km²).